# Dickie Thon
Richard William Thon (South Bend, Indiana, 20 de junio de 1958), más conocido como Dickie Thon, es un exjugador profesional estadounidense de béisbol que se desempeñó en la posición de campocorto en las Grandes Ligas de Béisbol (MLB). Logró obtener un Bate de Plata.

## Carrera
Thon jugó como profesional dos temporadas en California Angels (1979-1980), después pasó por varios equipos, Houston Astros (1981-1987), San Diego Padres (1988), Philadelphia Phillies (1989-1991), Texas Rangers (1992), y finalmente, se unió a Milwaukee Brewers, donde jugó una temporada (1993), y fue el equipo en el que se retiró.

## Premios
Fue galardonado con el Bate de Plata en una oportunidad (1983).